# كوينتن براند
كوينتن براند (بالإنجليزية: Quintin Brand)‏ هو طيار وضابط جنوب أفريقي، ولد في 25 مايو 1893 في كيمبرلي في جنوب أفريقيا، وتوفي في 7 مارس 1968 في موتاري في زيمبابوي.

## وصلات خارجية
- كوينتن براند على موقع الموسوعة البريطانية (الإنجليزية)